# The Boats of the Glen Carrig
The Boats of the Glen Carrig è il quarto album in studio del gruppo funeral doom metal tedesco Ahab, pubblicato nel 2015.

## Tracce
1. The Isle – 10:11
2. The Thing That Made Search – 11:06
3. Like Red Foam (The Great Storm) – 6:25
4. The Weedmen – 15:01
5. To Mourn Job – 13:45
6. The Light in the Weed (Mary Madison) – 10:31
7. The Turn of a Friendly Card (The Alan Parsons Project cover, bonus track dell'edizione in vinile) – 5:17

## Formazione
- Daniel Droste – voce, chitarra, tastiere
- Christian Hector – chitarra
- Stephan Wandernoth – basso
- Cornerlius Althammer – batteria